# فیونا فرو
فیونا فرو (انگلیسی: Fiona Ferro؛ زادهٔ ۱۲ مارس ۱۹۹۷) تنیس‌باز اهل فرانسه است.
وی در مسابقات کشوری و بین‌المللی در مجموع برندهٔ ۱ مدال نقره شده‌است.